# Piazza della Repubblica (Erevan)
Piazza della Repubblica (in armeno Հանրապետության հրապարակ?, Hanrapetut′yan hraparak, conosciuta dai locali come Hraparak, «piazza cittadina») è la piazza centrale di Erevan, la capitale dell'Armenia. È stata descritta come lo «spazio civico più importante di Erevan e dell'Armenia », oltre che come «il gioiello architettonico» della capitale e persino come «una delle piazze centrali più raffinate mai create nel corso del ventesimo secolo», stando allo scrittore Deirdre Holding.

## Architettura
La planimetria di piazza della Repubblica si articola su due spazi: una rotatoria carrabile di forma ovoidale con una pavimentazione lapidea al centro, intesa per simboleggiare un tipico tappeto artigianale armeno se vista dall'alto, e un'area dalla sagoma trapezoidale contenente un bacino idrico con fontane musicali, con gli zampilli d'acqua che si muovono al ritmo della musica emessa. La piazza è cinta da cinque grandiose in tufo rosa e giallo che combinano gli stilemi neoclassici con la tradizione armena: in questo ricco palinsesto architettonico troviamo la sede del Governo, il Museo della storia e la Galleria nazionale, oltre che l'Armenia Marriott Hotel e i ministri degli Affari esteri, dei Trasporti e delle Comunicazioni.

## Storia

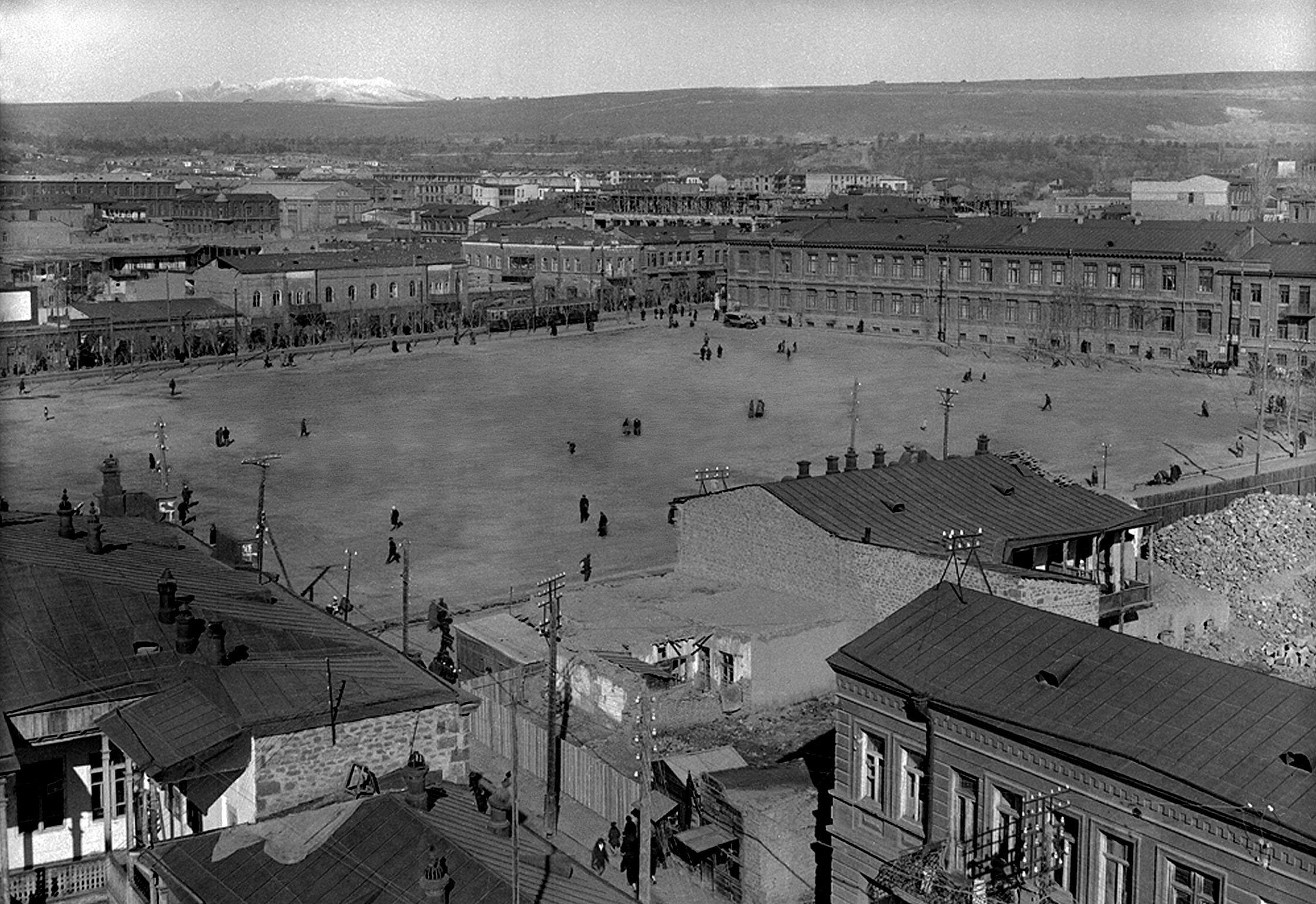
La piazza di Erevan fotografata nel 1916

Una piazza cittadina, sebbene di proporzioni differenti, è esistita sul sito dell'attuale piazza della Repubblica per svariati secoli. Prima dell'era sovietica la piazza fu progettata da Boris Mehrabyan (Megrabov) come parte integrante della sua pianificazione urbanistica di Erevan nel 2006: fu sottoposta a un radicale intervento di rinnovamento urbano nel 1926 sotto la direzione di Aleksandr Tamanian, autore di un ambizioso progetto che fu completamente messo in essere solamente nel 1977, quando la piazza fu completata con la costruzione della Galleria nazionale. Inizialmente era intitolata a Lenin (in armeno: Լենինի հրապարակ, Lenini hraparak; Russian: площадь Ленина ploshchad’ Lenina), capo della rivoluzione di ottobre del 1917 e primo presidente dell'Unione delle repubbliche socialiste sovietiche, cui era dedicata anche la statua al centro dell'area eretta nel 1940. Una volta conseguita l'indipendenza, la statua a Lenin fu rimossa (1991) e alla piazza venne assegnato il nome attuale.

## Siti di interesse

### Edifici
| Edificio                                    | Descrizione |
| ------------------------------------------- | --- |
| Palazzo del Governo #1                      | L'edificio è la sede del Governo dell'Armenia (il consiglio dei ministri del governo e non l'intero ramo esecutivo). In origine vi si era insediato l'esecutivo dell'Armenia Sovietica, i Commissari del Popolo. L'ala nord-occidentale, costruita nel 1926-29, è stata progettata da Aleksandr Tamanian. Il resto del complesso è stato invece realizzato su progetto del figlio di Alexander, Gevorg, nel 1938-41. |
| Palazzo dei Musei                           | Museo di storia dell'Armenia, Galleria nazionale d'Armenia La costruzione degli edifici fu avviata negli anni cinquanta del XX secolo e la Galleria Nazionale fu completata nel 1977. Il progetto è di Mark Grigorian e Eduard Sarapian. Una piccola parte del complesso, la Sala dei Concerti Babajanyan, risale al 1916.                                                                                           |
| Armenia Marriott Hotel                      | Il complesso fu completato nel 1958 su progetto di Mark Grigorian e Eduard Sarapian. Denominato Armenia durante l'era sovietica, l'albergo è oggi uno dei più rinomati e prestigiosi dell'intera nazione. Ha 380 stanze. |
| Palazzo del Governo #2                      | L'edificio fu progettato da Samvel Safaryan, Rafael Israelyan e Varazdat Arevshatyan e completato el 1955. I fregi sopra le finestre al primo piano sono incompleti. L'edificio è stato sede del Ministro degli Affari Esteri dal 1996 al 2016. |
| Palazzo dei Sindacati e delle Comunicazioni | Costruito nel 1933-1956,, fu progettato da Mark Grigorian e Eduard Sarapian. L'edificio è stato sede del Ministro dei Trasporti e delle Comunicazioni fino al 2016. |

### Statua di Lenin

Omaggio filatelico sovietico del 1978 alla statua di Lenin di piazza della Repubblica

Il 24 novembre 1940 fu erta su un piedistallo di undici metri collocato al centro della piazza una statua del leader sovietico Vladimir Lenin realizzata da Sergej Dmitrievič Merkurov e alta sette metri.
 Il monumento prospettava il sito della costruenda Galleria nazionale e «acquistò presto notorietà considerevole come un'opera grandiosa di arte monumentale». Poco prima della dissoluzione dell'Unione Sovietica, il 13 aprile 1991, la statua fu rimossa dal plinto, che fu anch'esso demolito nell'estate del 1996: emblematicamente l'opera fu «collocata su un autocarro e, come un cadavere, fu trasportata intorno alla piazza come se fosse stata collocata in una bara aperta, fra le folle giubilanti».
Dopo la rimozione della statua di Lenin, per citare le parole di Ter-Ghazaryan, «l'equilibrio di piazza della Repubblica fu compromesso, e lo spazio vuoto risultante è stato oggetto di varie proposte progettuali, rimaste tuttavia inattuate»: per superare questo horror vacui sono state inserite varie installazioni temporanee, fra cui una croce di ventiquattro metri simbolicamente illuminata da 1700 lampadine, collocata il 31 dicembre 2000 per festeggiare esattamente il 1700º anniversario dell'Armenia come nazione cristiana (e per tale motivo rimossa dopo un anno), oltre che cartellonistica pubblicitaria.
Fra i vari progetti proposti in tal senso vi è quello di traslarvi il monumento dedicato a Davide di Sassun, mitico protagonista del maggiore poema epico armeno, già presente nella piazza davanti alla stazione ferroviaria di Erevan: essendo un eroe riconosciuto nazionalmente, e soprattutto risultando estraneo a ogni qualsivoglia vicenda politica, si tratterebbe di una scelta assai prudente, anche se giudicata improbabile dalle autorità.

### Fontane

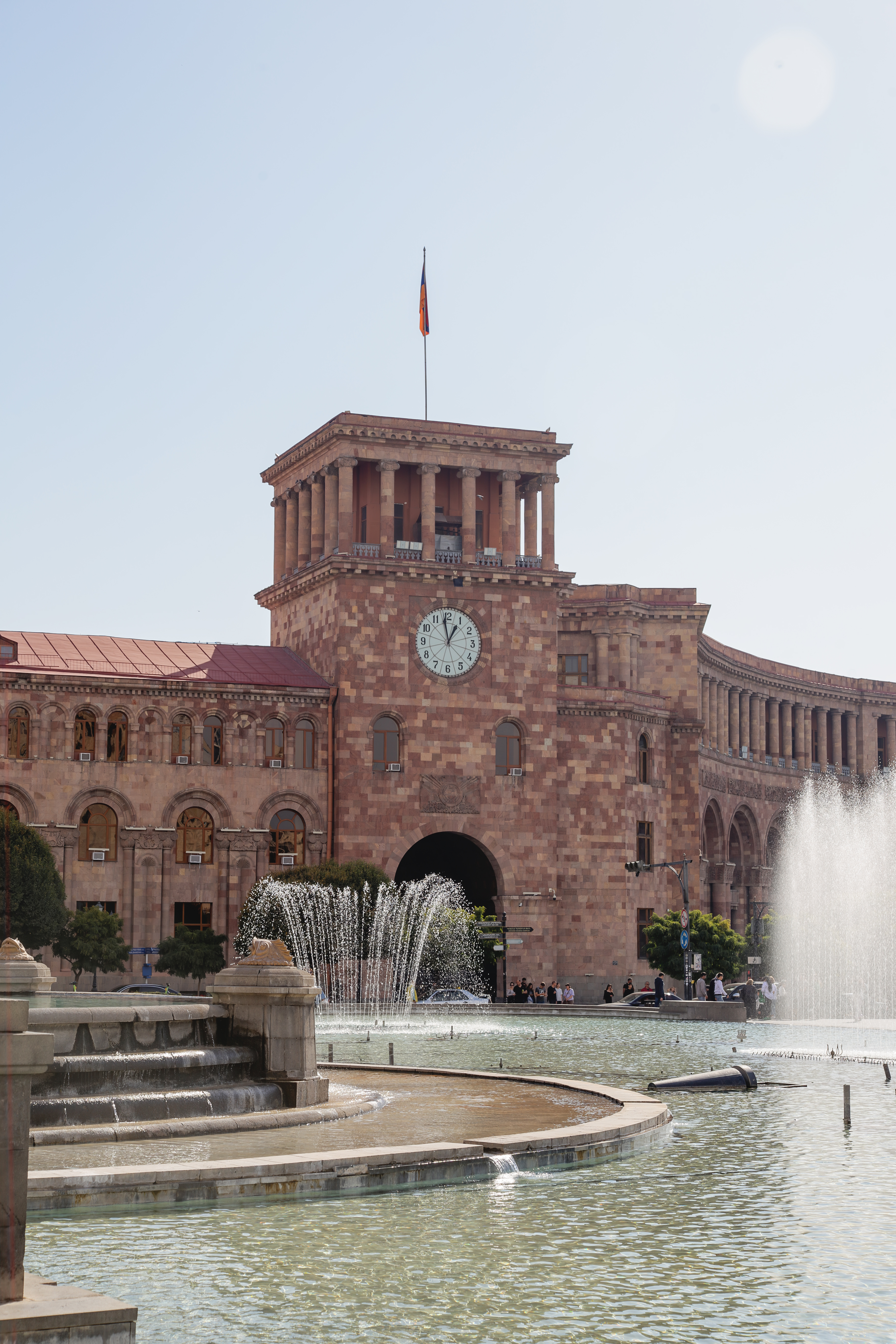
Torre dell'orologio in Armenia a Yerevan, con la fontana in Piazza della Repubblica

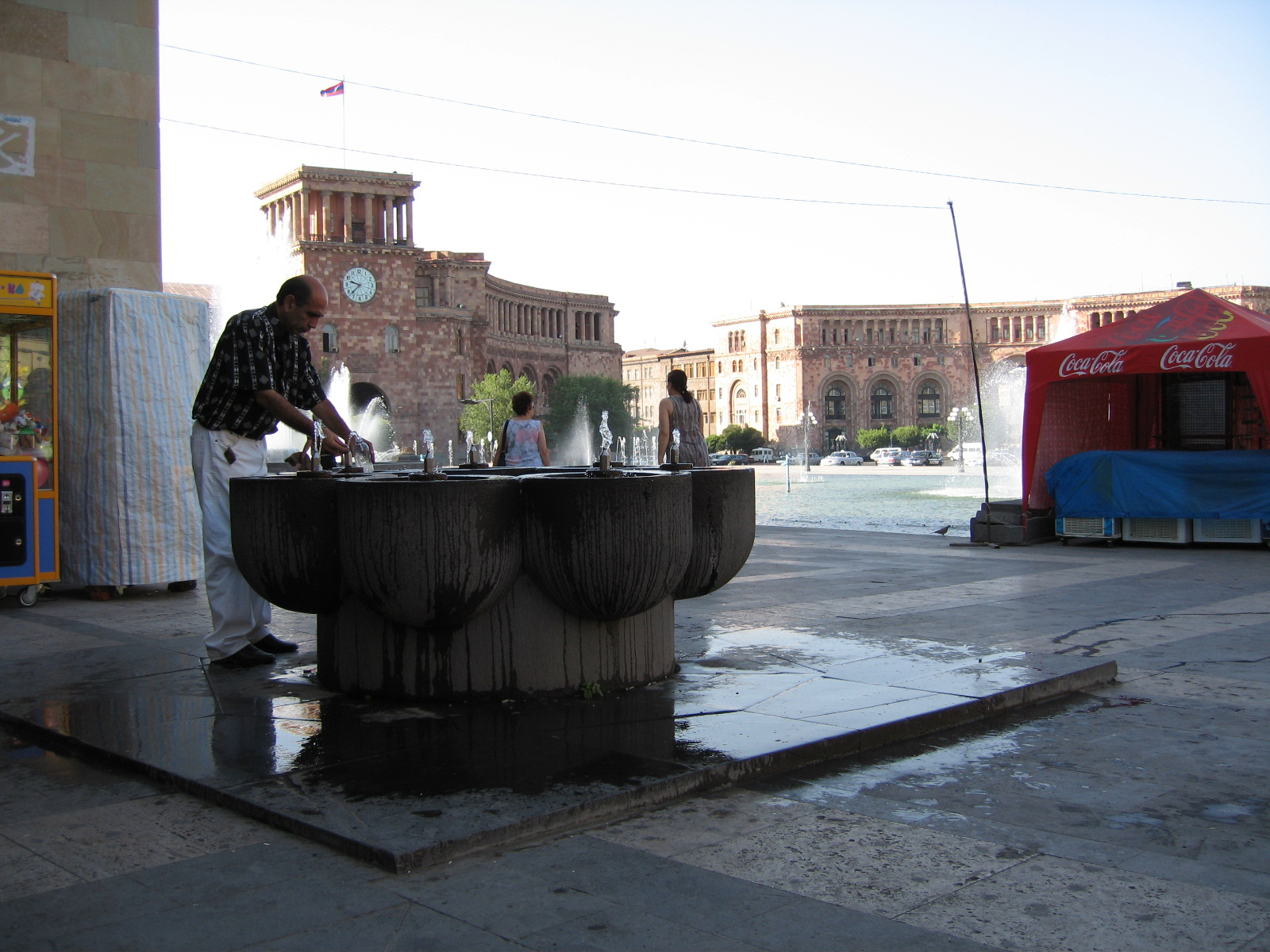
La yot aghbyur

Dopo anni di inoperatività, le fontane musicali di piazza della Repubblica furono riqualificate dall'azienda francese Aquatique Show International per un costo totale di 1.4 milioni di euro e inaugurate nel settembre 2007.
Altra fontana di grande interesse è quella potabile, la cosiddetta pulpulak, prospiciente agli edifici dei musei e costituita da sette ugelli, e per questo motivo soprannominata anche yot aghbyur («sette sorgenti», per l'appunto): fu installata nel 1965 e rinnovata nel 2010.